# عمعق بخاری
امیرالشعرا شهاب‌الدین عَمعَق بُخاری (؟ –۵۴۲ یا ۵۴۳ قمری) مُکَنی به ابوالنجیب و ملقب به شهاب الدین و امیرالشعراء، از شاعران پارسی گوی سدهٔ پنجم و ششم قمری در فرارود است. او به درگاه پادشاهان آل افراسیاب تعلق داشت و چند تن از امیران آن را ستایش کرده است. اشعار وی آکنده از صنایع بدیعی است. او به‌ویژه در تشبیه چیره دست است. عمعق عمری دراز (بیشتر از صد سال) یافت. انوری ابیوردی عمعق را در شعر اهل خراسان خود به عنوان استاد سخن یاد می‌کند و مصرعی از شعر او: «خاک خون آلود ای باد به اصفهان بر» را تضمین می‌کند.
تخلص او را برخی «عمیق» و «عمیقی» گفته‌اند، ولی گویا تخلصش در اصل «عقعق» (که نام مرغی است هشیار) بوده و بعدها توسط رونویسان به صورت عمعق (که ظاهراً کلمه‌ای است بی‌معنی) درآمده.

## پیشینه
عمعق در حدود سال ۴۴۰ هـ.ق. در بخارا زاده شد و پس از مهارت در شعر و ادب به سمرقند رفت و به دربار آل خاقان راه یافت و در نزد پادشاهان این دودمان تقربی تمام پیدا کرد؛ و از سلجوقیان با سنجر نیز رابطه داشت؛ و از شاعران فرارود با رشیدی سمرقندی در دربار آل خاقان بسر می‌برد و این دو شاعر با هم مناقشاتی داشتند. انوری شاعر نیز معاصر عمعق بود و به استادی وی در شعر مقر است. عمعق را پسری بود به نام حمیدی یا حمید یا حمیدالدین که برخی می‌گویند وی نیز شاعر بود و با سوزنی مهاجات داشت. عمر عمعق را فزون بر صد سال نوشته‌اند و درگذشت او باید در حدود سال ۵۴۲ یا ۵۴۳ هَ.ق. باشد.
او نه تنها به لفظ ملقب به امیر الشعرا است، بلکه، به معنای فئودالی، واقعاً شایسته چنین منصبی بود و همه شاعران دربار ایلگ خان را در بخارا به تجلیل و تکریم خود وامی‌داشت. در پرتو عنایات امیری که مخدومش بود، مال و منال و بردگان بی‌شمار به دست آورد.
دیوان این شاعر، نخستین بار در سال ۱۳۰۷ در چهل و چهار صفحه به گونه‌ای بازاری در تبریز به چاپ رسید. پس از این چاپ، استاد سعید نفیسی برخی از اشعار این شاعر را از مجموعه‌ها و تذکره‌های مختلف جمع‌آوری کرد و در ۸۰۶ بیت از سوی کتابفروشی فروغی به چاپ رسانید. از آنجا که این دیوان، بر اساس تذکره‌ها و کتب تاریخ ادبیات فراهم گردیده و مصحح نسخه‌های متأخر و بعضاً مغلوط در دست داشته و نسخه‌ای معتبر و مستند به عنوان نسخه اساس در دسترس نداشته، برخی از اشعار این دیوان به صورت مبهم و تحریف شده در متن دیوان ضبط گردیده‌است. یکی از نسخه‌های نفیس و نسبتاً قدیمی از دیوان این شاعر، نسخه‌ای است که در کتابخانه ملی پاریس به شماره S.P.799 نگهداری می‌شود. این نسخه به خط خوش نسخ در ۲۰۴ برگ کتابت شده و در آغاز این نسخه، (از ص ۱ تا ۸) شرح حال عمعق بخاری به نقل از خلاصه الاشعار تقی‌الدین محمد کاشانی آمده و این امر، حاکی از آن است که این نسخه از سده دهم به بعد کتابت گردیده و ظاهراً در سده یازدهم هجری، استنساخ شده‌است.
او مدیحه‌سرایی ممتاز بود؛ ولی، با این همه، شهرتش بیش‌تر در سرودن شکواییه بود. یک مثنوی تألیف کرده که متأسفانه به دست نمانده. تاریخ نگارش آن پس از ابوالمؤید و امانی و موضوعش سرگذشت یوسف و زلیخا بوده. در سرودنش فنون فوق‌العاده متصنع شاعری به کار رفته بود؛ چنان‌که هر بیتش به دو بحر مختلف خوانده می‌شد.
از اشعار اوست:
| خیال آن صنم سروقدّ سیم‌ذقن          |  | به خواب، دوش، یکی صورتی نمود به من |
| هلال‌وار رخ روشنش گرفته خسوف       |  | کمندوار قد راستش گرفته شکن         |
| نه نزدِ عارض گلرنگ او نشانهٔ گل     |  | نه گِردِ سینهٔ سیمین او نسیم سمن      |
| سمنْش سوخته و ریخته گُلش در گِل      |  | یکی ز دودِ دریغ و یکی ز بادِ مِحَن     |
| رخی که بود چو جانِ فریشته رخشان    |  | ز خاک و خون شده همچون لباس اهریمن  |
| شهیدوار به خون اندرون گرفته مُقام  |  | غریب‌وار به خاک اندرون گرفته وطن    |
| یکی سرشک و هزاران‌هزار درد و دریغ  |  | یکی دریغ و هزاران‌هزار کُرم و حَزَن    |
| گسسته بر رخ بیجاده‌گون طویلهٔ در    |  | گرفته در عرق گوهرین عقیق یمن       |
| چه گفت، گفت دریغا امید من که مرا  |  | غلط فتاد چنین در وفا و مهر تو ظن   |
| گمان نبرده بُدم من که تو بدین زودی |  | صبوروار ببندی ز یاد بنده دهن       |
| هنوز نرگس سیراب من ندیده جهان     |  | هنوز سوسن آزاد من ندیده چمن        |
| هنوز ناچِده از بوستان من کس گل     |  | هنوز ناشده سیر این لبان من ز لبن   |
| کنار پر گل من رفته در کنار زمین   |  | تو در کنار سمن‌سینگان سیم‌بدن        |
| بنفشه موی مرا خاک برگشاده گره     |  | تو با بنفشه‌عذاران گره زده دامن     |
| همان کسم که بُدی صورتم جمالِ بهار   |  | همان کسم که بُدی عارضم نگارِ ختن     |
| همان کسم که مرا هرکه دیدییی گفتی  |  | سهیل مشکن‌موییّ و ماه زهره‌ذقن        |
| کنون به زیر زمینم چو صدهزار غریب  |  | گرفته این تن مسکین من به گِل مسکن   |
| ز خاک و خشت همی‌کرده بستر و بالین  |  | ز درد و حسرت کرده اِزار و پیراهن    |
| چو چشم‌های یتیمان ز آب دیده لحد    |  | چو جامه‌های شهیدان ز خون دیده کفن   |
| نه کس بیارد روزی ز روزگارم یاد    |  | نه کس بگردد روزی مرا به پیرامَن     |
| به زیر خاک فراموش گشته بر دل خلق  |  | ستم رسیده ز جور زمانهٔ ریمن         |
| گرفته یاد تو را دوست‌وار اندر دل   |  | نهاده عهد تو را طوق‌وار در گردن     |
| گذاشتیم و گذشتیم و آمدیم و شدیم   |  | تو شاد زی و بکن نوش بادهٔ روشن      |